# کوریسا یاسن
کوریسا یاسن (انگلیسی: Corissa Yasen; ۵ دسامبر ۱۹۷۳ – ۱۲ مهٔ ۲۰۰۱) بازیکن بسکتبال، و سرمربی (بسکتبال) اهل ایالات متحده آمریکا بود.